# Palais Rose du Vésinet
Pour les articles homonymes, voir Palais Rose.
Le palais Rose est édifice situé au no 12, rue Diderot au Vésinet dans le département français des Yvelines, en région Île-de-France.
Construit pour l'armateur Arthur Schweitzer, il connaît par la suite, une dizaine de propriétaires, dont certains, illustres, tels que le comte Robert de Montesquiou ou la marquise Luisa Casati, qui en ont fait la renommée en y organisant d’extravagantes réceptions.
Plusieurs détenteurs se sont ainsi succédé jusqu’à son rachat par un particulier puis sa rénovation de grande envergure dans les années 2000 par Emad Khashoggi (en), à la tête de la société Cogemad, également responsable du projet du château Louis XIV en forêt de Louveciennes.

## Historique
À la suite de la cession de la forêt du Vésinet à la Société Pallu et Cie, dite « Société des Terrains et des Eaux du Vésinet » par le ministre d’État de la Maison de l’Empereur, l’armateur Arthur Schweitzer, acquiert entre 1899 et 1900 deux parcelles adjacentes donnant sur le lac des Ibiset y fait construire un hôtel particulier reprenant les principales lignes architecturales du Grand Trianon à Versailles.

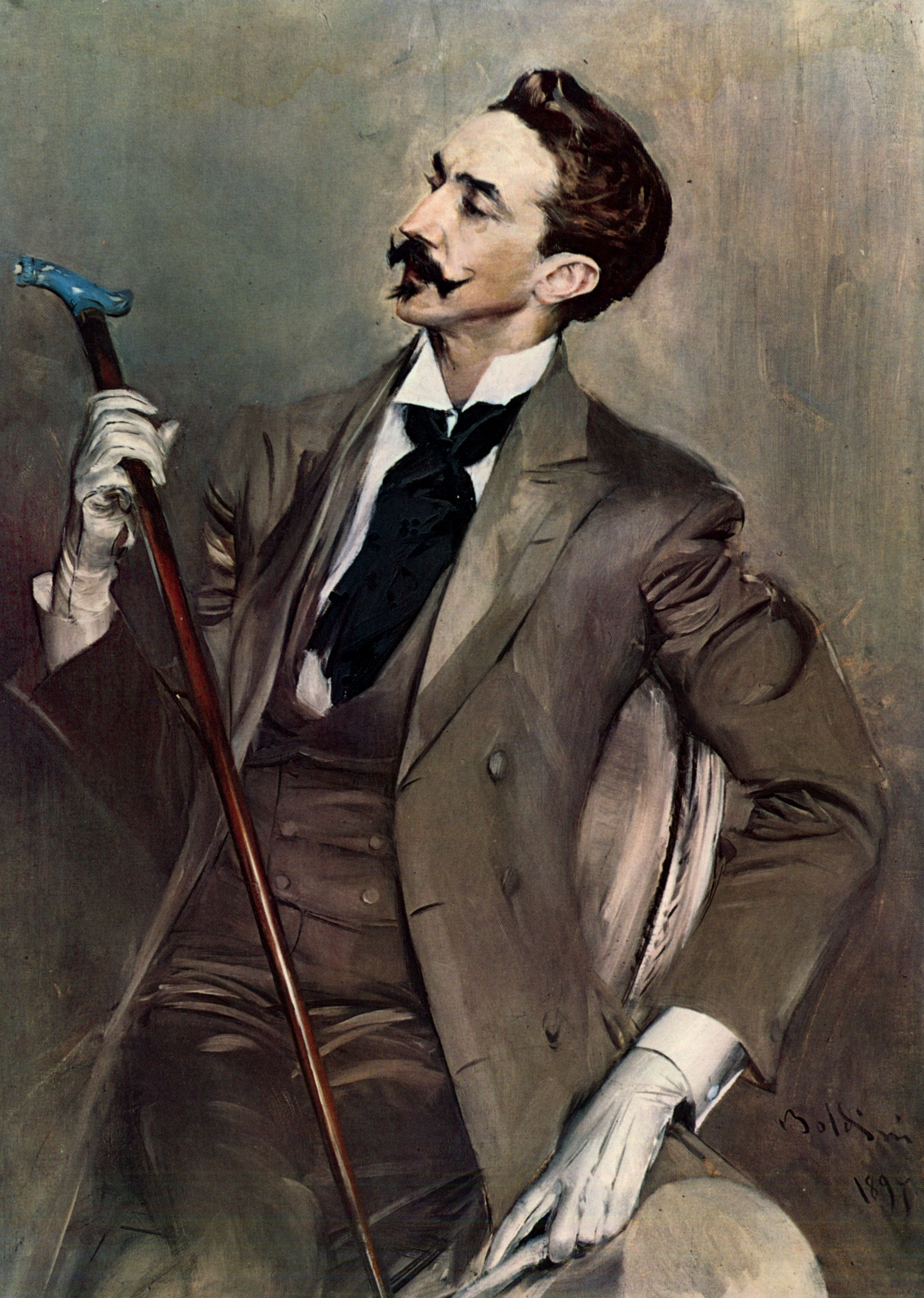
Robert de Montesquiou - par Giovanni Boldini - 1897.

Le couple Schweitzer ne profite guère de la demeure. En effet, à la suite de la faillite de l’armateur, le palais est vendu aux enchères le 19 juillet 1906 à l'homme d’affaires parsi, Ratanji Tata (en). La légende raconte qu’il l’obtient « en vendant deux perles et une émeraude ». Il n’occupe cependant pas son acquisition et accepte de s’en dessaisir deux ans plus tard, au profit d’un homme de lettres tombé instantanément amoureux de la demeure.
En effet, en 1908, le poète Robert de Montesquiou déclare, en découvrant l'endroit : « Si cette maison, qui n’est pas à vendre et que d’ailleurs mes moyens modestes ne semblent guère me mettre en état d’acquérir, si cette maison improbable, impossible, et pourtant réelle, n’est pas à moi demain, je meurs ! »
La vente est signée le 29 octobre 1908.
L’occupation du comte Robert de Montesquiou, qui surnomme alors la demeure « Palais Rose », est l’une des plus longues et sans doute des mieux documentées. Personnage en vogue, il occupe les lieux jusqu’en 1921, année de sa mort. Grand collectionneur, ayant « un sens héréditaire de la magnificence » selon ses propres mots, il installe dans la demeure tous ses objets, plus ou moins insolites : riche mobilier, tableaux, objets divers. Un bâtiment appelé l'Ermitage fut édifié pour loger sa très riche bibliothèque. Il est également réputé pour la magnificence de ses réceptions. Mais s’il aime faire la fête, le comte Robert de Montesquiou n’apprécie pas les fêtes municipales organisées juste à côté de sa propriété, allée des Fêtes, qu'il juge bruyantes et trop « populaires ».
Si les visites se font plus rares qu’à l’époque du Pavillon des Muses de Neuilly en raison de l’éloignement du Vésinet, on compte toutefois des visiteurs illustres, amis du moment, ou pas encore aussi illustres, de jeunes gens dont le poète vieillissant s’instituait le mentor. On peut ainsi nommer Gabriele d’Annunzio, Ida Rubinstein, Claude Debussy, Colette, Rodin, Sarah Bernhardt, Maurice Rostand, Jean Cocteau ou Cécile Sorel...

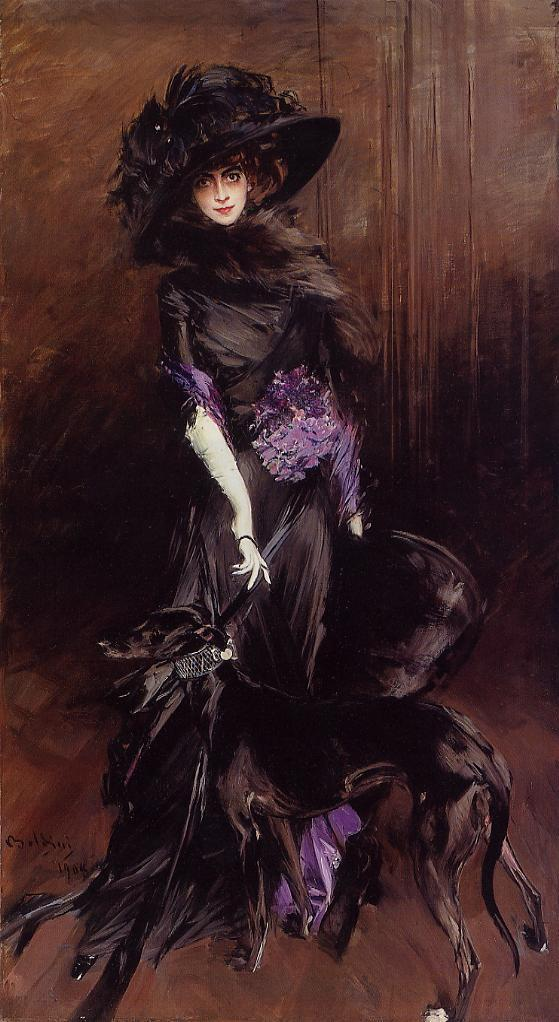
La marquise Luisa Casati - par Giovanni Boldini - 1908.

À sa mort, tous ses biens sont légués à son secrétaire, Henry Pinard. Celui-ci vend une grande partie des meubles et objets avant de céder la propriété elle-même en mai 1923, à marquise Casati. Passionnée par les animaux, la marquise collectionne les serpents et les oiseaux et aménage à ce titre, un jardin d’hiver près du grand salon de l’aile ouest afin de les y établir. Elle possède aussi une panthère empaillée « mécanique » qui bondit et émet des éclairs.
Elle aime aussi à se déguiser et se teindre les cheveux à une époque où cela ne se pratique pas couramment… Et si les réceptions de son prédécesseur ont marqué les esprits, les fêtes de la marquise laissent également de lumineux souvenirs… On raconte en effet qu’elle organise des dîners éclairés par les seules ampoules de son collier. Son hommage au magicien Cagliostro est également resté dans les annales. Enfin, on peut noter une fête costumée consacrée à Louis XIV.
Mais toutes ces festivités ont un coût et participent à la ruine de la marquise. Celle-ci doit abandonner meubles et maison à ses créanciers en 1934. Les meubles sont vendus aux enchères. À cette occasion, le château de Versailles récupère d’ailleurs la grande vasque de marbre rose acquise par Montesquiou et placée dans son « Pavillon de l’Amour », dans le jardin. La maison, quant à elle, est adjugée à un certain Auguste-Eustache Leprévost, créancier de Luisa Amann qui prétend agir pour le compte de la Société Civile du Palais Rose.
La société tente en vain de revendre le palais Rose à la Municipalité du Vésinet en 1936. Aussi, pour payer les créanciers de la marquise, la Société civile du Palais Rose décide-t-elle de lotir la propriété, divisée en huit lots.
Le lot no 1, comprenant le palais Rose et l’Ermitage, est acquis par Olivié Scrive en 1938. Avec sa famille, il tente de reconstituer la propriété telle que laissée par le comte Robert de Montesquiou en 1921 en rachetant quatre lots supplémentaires. En 1948, Olivié Scrive cède le Palais Rose à la Société Nouvelle du Palais Rose dont il est l’actionnaire majoritaire, et se réserve l’Ermitage.
Au début de la bataille de France, le général de Gaulle, venant de prendre le commandement de la 4e division cuirassée, acceptant l’hospitalité de monsieur Scrive, séjourna du 12 au 15 mai 1940 à l’Ermitage du palais Rose, comme l´atteste la plaque commémorative scellée à même le bâtiment et visible depuis la rue Diderot.
Dans les années 1950, le projet de rachat de la propriété par la municipalité du Vésinet renaît dans les pensées de Lucie Valore, épouse du célèbre peintre Maurice Utrillo. Elle clame en effet à qui veut l’entendre que la municipalité va racheter la propriété et en concéder la jouissance au couple. En contrepartie, ils lègueraient des toiles de Maurice Utrillo à la ville. Mais faute de communication entre les principaux intéressés, le projet échoue à nouveau.
À la mort d’Olivié Scrive en 1955, l’Ermitage reste en indivision entre ses héritiers, jusqu’à la vente par ces derniers en 1972, au profit d’Arnaud d’Aboville. Il semble alors, que Joséphine Baker soit sur les rangs des acheteurs. Elle est décédée avant d’avoir pu mener à bien ce projet.
Le palais Rose, quant à lui, propriété de la Société Nouvelle du Palais Rose, est revendu à Maurice Blumental et Geneviève Leroy en mai 1981. Ceux-ci rachètent l’Ermitage en avril 1982, reconstituant ainsi à peu près la propriété de Robert de Montesquiou.
Le palais Rose a été racheté à la fin des années 1990 par la SCI Palais Rose qui a demandé une enquête à l’agence GRAHAL en vue de la réhabilitation de cet ensemble classé aux Monuments historiques. Débute alors le chantier durant lequel Emad Khashoggi (en), à la tête de sa société, COGEMAD, va entièrement entreprendre la rénovation et agrandir le palais Rose, tout en conservant tout le niveau noble tel que répertorié dans l’inventaire supplémentaire des Monuments historiques du 11 juillet 1986.

## Architecture
On ne connaît pas l’identité de l’architecte à l’origine du palais. Il s’agit d’un hôtel de style Grand Trianon, dont il reprend en partie les grandes lignes architecturales. Chaque propriétaire a ensuite apporté sa propre touche au monument.
Ainsi est-il conçu, a priori, à l’époque du couple Schweitzer. La façade principale, qui regarde le lac des Ibis, à l’Est du bâtiment, semble particulièrement fidèle au modèle. Rectangulaire et ne comprenant qu’un étage, elle comporte deux ailes et un large perron auquel on accède par le même nombre de marches qu’au Grand Trianon, orné de neuf portes cintrées séparées par des pilastres de style ionique en marbre rose. On retrouve aussi le même entablement bordé d’une balustrade. Ce rez-de-chaussée est constitué d’une enfilade de pièces d’apparat (salons, salle à manger, bibliothèque). Au Nord se trouve enfin l’appartement privé du maître des lieux (chambre, boudoir ou antichambre et salle de bains).
La façade postérieure, quant à elle, n’a rien de commun avec le Grand Trianon. Elle repose sur un soubassement. On y trouve alors les pièces de service (cuisines, lingerie, chaufferie et chambres des domestiques). Pour lier la partie haute et la partie basse, deux entresols sont aménagés dans les ailes du bâtiment. Ils donnent sur le jardin.
À l’origine se trouvait un niveau noble contenant les pièces de réceptions d’une hauteur sous plafond de 5 mètres, très richement décorées de boiseries et de moulures. On pouvait y trouver également la seule chambre de maître de la demeure. Un petit escalier très raide situé  dans une des galeries donnait accès à un niveau inférieur ou l’on avait les pièces de service telles que cuisine et lingerie, ne bénéficiant d’une hauteur sous plafond que de 2,10 mètres. Toutes ces pièces n’étaient équipées que de toutes petites fenêtres donnant sur le jardin. L’architecture générale ne change pas, apparemment, jusqu’aux années 1980. Les modifications de la demeure par les divers occupants tiennent donc à la décoration, d’une part, et à l’aménagement du parc, d’autre part.
Tata n’apporte, semble-t-il aucune modification à la demeure ou au parc. Mais cela n’a rien d’étonnant, puisqu’il n’a jamais investi les lieux.
L’influence de Robert de Montesquiou est plus prégnante. Certains ornements intérieurs laissent entendre que le poète a marqué la maison de son sceau. Le mobilier et les objets de décorations participent largement de cette personnalisation, mais il fait en outre ajouter ses armoiries. En témoigne notamment le « M » qui orne le trumeau de la cheminée du grand salon. Il aménage également le parc. À la suite de l’achat d’une vasque en marbre rose ayant servi de baignoire à la marquise de Montespan, Montesquiou fait édifier dans le jardin un « Pavillon de l’Amour » sur le modèle de celui du Petit Trianon. Il place ce temple au centre de deux allées perpendiculaires qui traversent le parc. Il en fait ainsi le principal attrait de ce dernier, au milieu de la verdure des pelouses et des arbres. Il fait aussi orner le parc de statues et de bustes à la gloire des poètes français. Jean de La Fontaine s’y trouvait notamment, ainsi que Paul Verlaine, lors de la fête évoquée plus haut.En 1912, il agrandit la propriété en acquérant une parcelle supplémentaire qui deviendra l’Ermitage. Il y fait construire sa bibliothèque.
La marquise Casati, quant à elle, a fait aménager la demeure pour accueillir ses serpents exotiques. Ainsi, dans le jardin d’hiver de l’aile Ouest, elle fait installer deux cages en verre chauffées. Malheureusement pour elle, ses serpents ne survivent pas. On retrouve également des traces de son goût pour la fête. Ainsi, on pense devoir lui attribuer le soleil de marbre et d’albâtre rétroéclairé qui orne le sol du grand salon. Elle ne paraît pas, en revanche, avoir fait modifier l’aspect du parc. Toutefois, il n’est pas certain qu’elle ait conservé la destination de la bibliothèque de l’Ermitage.
Il faut ensuite attendre le rachat du Palais Rose (séparé alors de l’Ermitage) par le couple Blumental au début des années 1980 pour voir de nouveaux aménagements. Ils confient alors les travaux à l’architecte parisien Jean-Louis Cardin. Il modifie non seulement les façades (Nord, Sud et Ouest) mais également l’aménagement intérieur du bâtiment. Il supprime notamment les entresols de la partie Ouest et modifie complètement l’agencement des pièces. Il remodèle l’appartement privé. À l’extérieur, il refait la balustrade, ravale les pierres, leur ôtant leur patine dorée et il applique un placage de pierre sur le soubassement afin « d’affirmer son caractère massif, nécessaire à la mise en valeur de l’étage noble ». Lorsque les époux Blumental rachètent l’Ermitage en avril 1982, ils confient à nouveau les travaux de réaménagement à Jean-Louis Cardin.
La SCI Palais Rose entreprend en 1999 des travaux de rénovation et de réhabilitation d’une ampleur inédite qui ne prendront fin qu’en 2005. Emad Khashoggi, spécialiste des rénovations de monuments historiques, dirige ce chantier entrepris par sa société COGEMAD. Les travaux, de très grande envergure, vont alors donner lieu à plusieurs modifications tout en conservant la partie classée à l’inventaire des Monuments Historiques :
- Augmentation de la hauteur sous plafond du niveau inférieur (rez-de-jardin) de 2,10 mètres à 3,30 mètres en décaissant le sol. Toutes les ouvertures ont ainsi été agrandies et transformées en doubles portes-fenêtres. Ce niveau accueillera désormais les appartements privés, initialement situés au niveau supérieur.
- Décaissement supplémentaire pour ajout d’un niveau en sous-sol, éclairé par des puits de lumières. Ce niveau accueille aujourd’hui un espace de loisirs constitué d’une salle de sport, une salle de cinéma, une piscine, une salle de jeu et un garage.
- Modernisation de l’ensemble de la demeure grâce à l’intégration de nouvelles installations électriques, de chauffage, de plomberie et domotiques.
- Restauration des anciens décors en faisant appel à des artisans spécialistes des Monuments Historiques. Doreurs, sculpteurs, ébénistes, marbriers et tailleurs de pierre ont ainsi restauré l’ensemble des décors grâce à l’usage des techniques traditionnelles propres à chaque spécialité.
- Création d’une cage d’escalier monumentale de 25 mètres carrés servant de liaison entre les différents niveaux.
- Travaux de modernisation et changement d’usage de l’Ermitage, bâtiment indépendant de 3 niveaux, pour qu’il puisse accueillir les appartements d’invités.

## Protection
Le palais est inscrit monument historique en totalité par arrêté du 11 juillet 1986.

## Anecdotes littéraires
- Le palais Rose a servi de décor à l’une des aventures du célèbre voleur Arsène Lupin : La Cagliostro se venge.
- Le palais Rose du Vésinet occupe une place importante dans le roman de Camille de Peretti, La Casati, paru aux éditions Stock en 2011, qui relate le destin exceptionnel de la marquise de Casati.

## Au cinéma
- 1998 - Les Visiteurs 2 : Les Couloirs du temps - Le palais apparait fugacement comme étant une partie de la résidence de Cora de Montmirail et Valéry de Luigny, conjointement au château d'Esclimont.

## Galerie

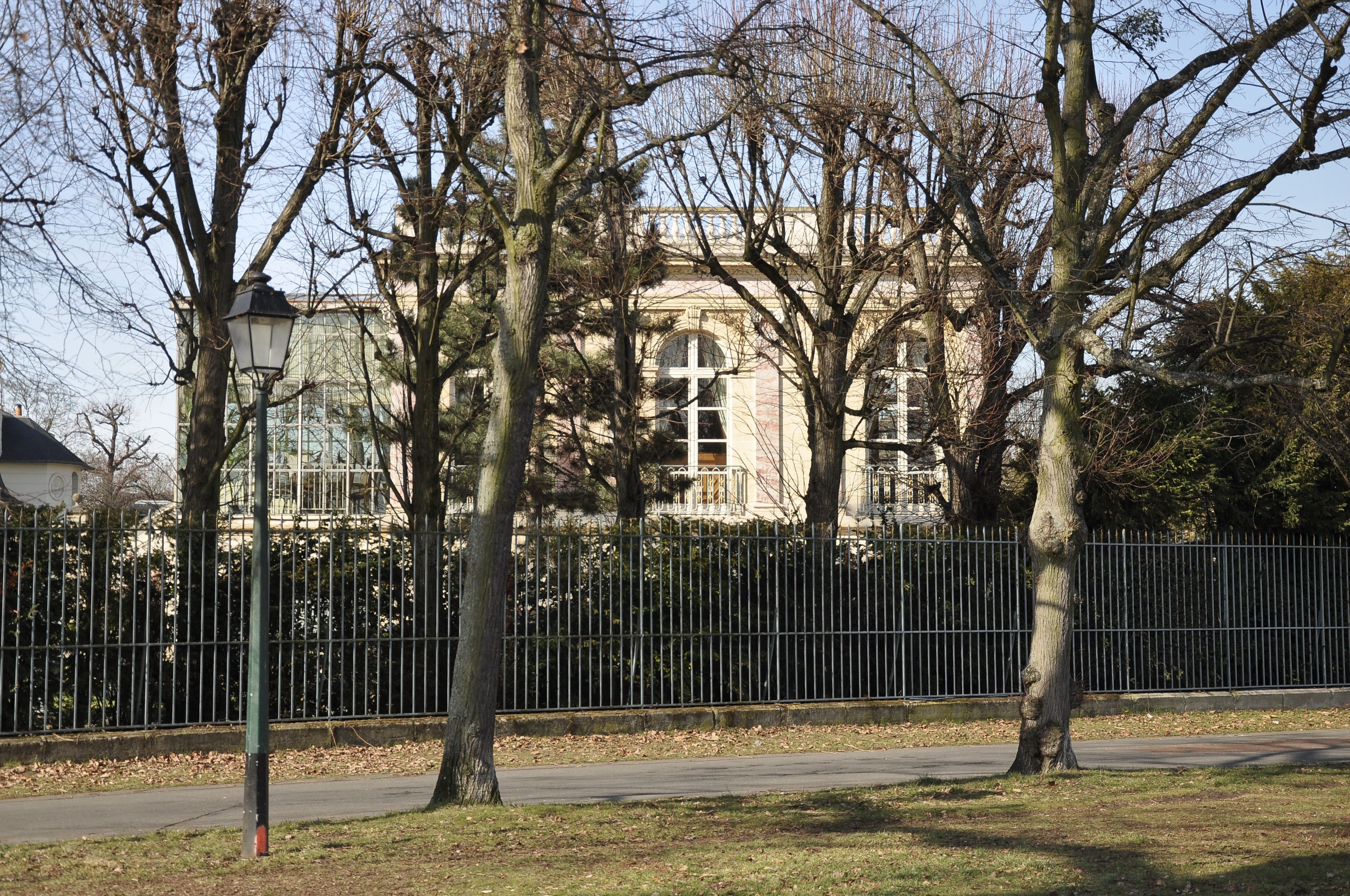
Palais Rose vu depuis l'allée des Fêtes.
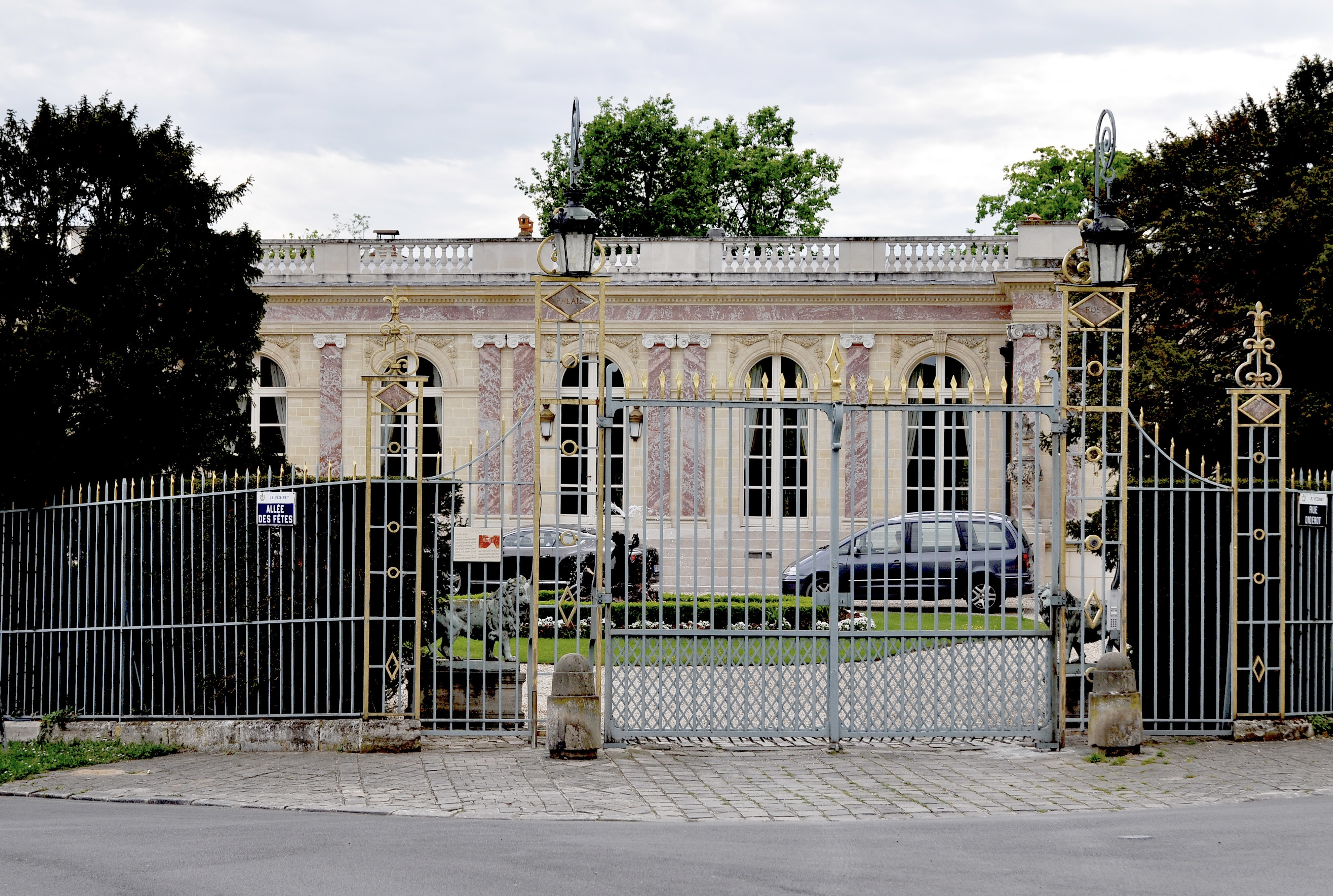
Grille de l'entrée du Palais Rose.
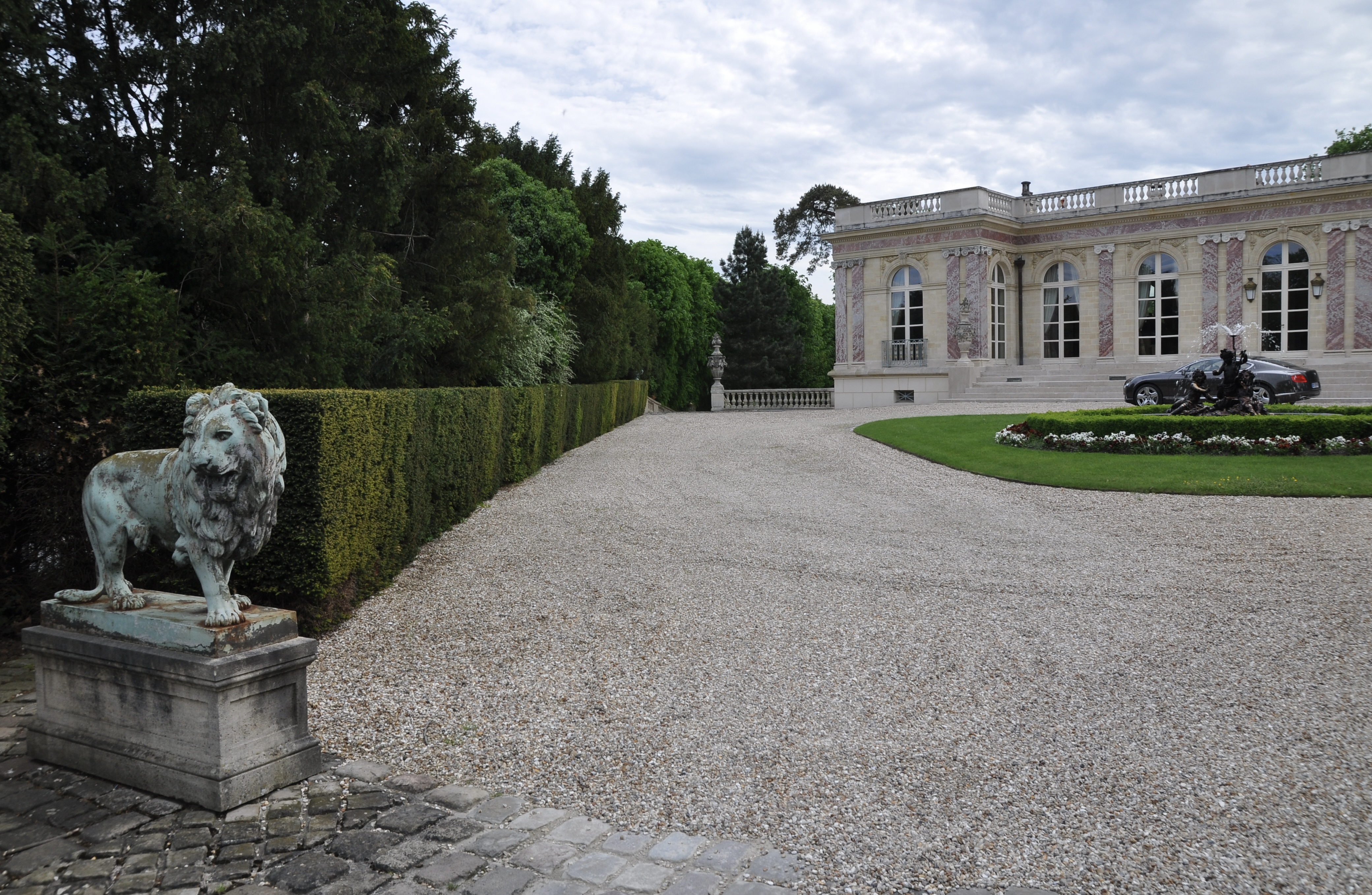
Cour devant palais.